# Римма (имя)
Ри́мма (др.-греч. Ριμμᾶς) — женское русское личное имя неясного происхождения. Это имя в России получило популярность в XX веке, но оставалось редким.
По одной из версий, первоначально было мужским именем наряду с Инной и Пинной. В дальнейшем мужское имя из-за окончания «а» ошибочно посчитали женским и стали брать из святцев для наречения девочек. Как мужское имя Римма встречается редко, а также имеются его переделки — Рим и Римм.
Также считается «Рима» заимствованием из болгарского и вариантом от мужского имени Римен, представляющего ославяненную форму имени Роман.

## Именины
- Православные (в качестве мужского имени)[1]: 2 февраля, 3 июля.

## Иноязычные варианты
- бел. Рыма[2]
- болг. Рима[2]
- укр. Римма[2]
- чеш. Rimma[2]